# El Cantón (Venezuela)
Pour les articles homonymes, voir El Canton.
El Cantón est une ville de l'État de Barinas au Venezuela, capitale de la paroisse civile d'El Cantón et chef-lieu de la municipalité de Andrés Eloy Blanco. Sa partie méridionale se situe dans la paroisse civile voisine de Santa Cruz de Guacas.